# Historia social
La historia social es una arista de la disciplina histórica que tiene como objeto (y por tanto define como sujeto de la historia) la sociedad en su conjunto. Surgió como reacción frente a la historia política, de tipo fundamentalmente político y militar, que destacaba las figuras individuales (reyes, héroes, etc. ...).
Desde el comienzo de la reflexión sobre la historia, con Heródoto y Tucídides, se pueden rastrear los intentos de ampliar el objeto y la concepción del sujeto. Sin embargo, llegado el siglo XX, con la recepción del materialismo histórico de origen marxista y sus adaptaciones por parte de distintas escuelas de historiadores, principalmente en Francia (Escuela de Annales) e Inglaterra (Past and Present), cuando se desarrollan la historia económica y la historia social, ligadas íntimamente, que la idea se amplía. Es muy usual definir el conjunto de las dos como historia económica y social. El enfoque llamado historia total también tendría imprecisas fronteras con la historia social, aunque en este caso se insistan en relacionar todos los aspectos posibles del pasado: los anteriores, más los ideológicos, culturales, mentalidades... (cada uno de los cuales tiene a su vez una historia sectorial).
"No hay historia económica y social por que se acabó y se fue. Hay la historia sin más, en su unidad. La historia que es por definición absolutamente social"
Para Hobsbawm la historia social puede ser vista desde tres aristas: 
a) Como la historia de los pobres o de las clases bajas enfocado en la “historia del trabajo, de las ideas y organizaciones socialistas”.
b) Como la historia sobre “diversas actividades humanas difíciles de clasificar”.
c) Como el estudio de la combinación entre historia social y la historia económica. 
Desde estas tres variables se identifica el cambio hacia una historia de las colectividades, las cuales vienen a brindar aportes significativos con experiencias y vivencias, que permiten dar un giro en la comprensión del desarrollo de las sociedades en el estudio historiográfico.
En España, la historia social se recibe por influencia europea, y el trabajo de los hispanistas (Pierre Vilar) y los exiliados (Manuel Tuñón de Lara). En la actualidad uno de sus principales representantes era, hasta su muerte, Josep Fontana.